# Episodi di Heartbeat (settima stagione)
La settima stagione della serie televisiva Heartbeat è stata trasmessa in anteprima nel Regno Unito dalla ITV1 tra il 31 agosto 1997 e il 22 febbraio 1998.
| nº | Titolo originale     | Titolo italiano | Prima TV UK       | Prima TV Italia |
| -- | -------------------- | --------------- | ----------------- | --------------- |
| 1  | Bad Apple            | inedito         | 31 agosto 1997    | inedito         |
| 2  | Pig in the Middle    | inedito         | 7 settembre 1997  | inedito         |
| 3  | Small Beer           | inedito         | 14 settembre 1997 | inedito         |
| 4  | Closing Ranks        | inedito         | 21 settembre 1997 | inedito         |
| 5  | Leaving Home         | inedito         | 28 settembre 1997 | inedito         |
| 6  | Fool for Love        | inedito         | 5 ottobre 1997    | inedito         |
| 7  | The Family Way       | inedito         | 12 ottobre 1997   | inedito         |
| 8  | Friendly Fire        | inedito         | 19 ottobre 1997   | inedito         |
| 9  | Sons and Lovers      | inedito         | 26 ottobre 1997   | inedito         |
| 10 | Playing with Trains  | inedito         | 2 novembre 1997   | inedito         |
| 11 | What the Butler Saw  | inedito         | 9 novembre 1997   | inedito         |
| 12 | Affairs of the Heart | inedito         | 16 novembre 1997  | inedito         |
| 13 | Peace and Quiet      | inedito         | 23 novembre 1997  | inedito         |
| 14 | Substitute           | inedito         | 30 novembre 1997  | inedito         |
| 15 | In on the Act        | inedito         | 7 dicembre 1997   | inedito         |
| 16 | The Queen's Message  | inedito         | 21 dicembre 1997  | inedito         |
| 17 | Brainstorm           | inedito         | 4 gennaio 1998    | inedito         |
| 18 | Bad Penny            | inedito         | 11 gennaio 1998   | inedito         |
| 19 | Appearances          | inedito         | 18 gennaio 1998   | inedito         |
| 20 | Local Knowledge      | inedito         | 25 gennaio 1998   | inedito         |
| 21 | The Enemy Within     | inedito         | 1º febbraio 1998  | inedito         |
| 22 | Unconsidered Trifles | inedito         | 8 febbraio 1998   | inedito         |
| 23 | Heroes and Villains  | inedito         | 15 febbraio 1998  | inedito         |
| 24 | Love Me Do           | inedito         | 22 febbraio 1998  | inedito         |